# Аркафий
Аркафий (Ариарат IX; др.-греч. ὁ Άρκαθίας означает Правитель; 110 или 109 год до н. э.. — 86 год до н. э.) — понтийский принц, сын царя Митридата VI и его сестры Лаодики. Родился и вырос в Понтийском царстве.

## Биография

### Царь Каппадокии
В 101 году до н. э. Митридат VI убил своего племянника, царя Каппадокии Ариарата VII. После этого понтийский правитель возвёл на престол своего восьмилетнего сына Аркафия под династическим именем Ариарат IX Евсеб Филопатор (др.-греч. ὁ Ἀριαράθης Εὐσεβὴς Φιλοπάτωρ; «Евсеб» — «благочестивый», «Филопатор» — «любящий своего отца»), хотя все властные рычаги оставил себе.
Понтийские чиновники усиленно обирали страну, и вскоре каппадокийская знать восстала в пользу Ариарата VIII, брата убитого царя. Однако понтийцы смогли восстановить своего ставленника. В 95 году до н. э. римский сенат приказал убрать с престола Ариарата IX. Взамен были организованы выборы нового царя, которым стал Ариобарзан I.

### Первая Митридатова война
Аркафий присоединился к отцовским военачальникам Неоптолему и Архелаю с 10 000 всадниками из Малой Армении во время Первой Митридатовой войны (89 до н. э. — 85 до н. э.). Участвовал в битве у реки Амний, в которой были разгромлены войска вифинского царя Никомеда IV.
Будучи талантливым кавалерийским командиром, в 86 году до н. э. Аркафий вторгся в римскую провинцию Македония, которую и покорил. После этого направился навстречу римскому полководцу Сулле, но во время похода умер у горы Тисайон.
Аркафий был весёлым человеком, и являлся для отца верным сыном и военным героем.